# Giải thưởng Điện ảnh Hồng Kông
Giải thưởng Điện ảnh Hồng Kông (Phồn thể: 香港電影金像獎, Hán-Việt: Hương Cảng điện ảnh kim tượng tưởng, tiếng Anh: Hong Kong Film Awards, viết tắt: HKFA), còn được gọi tắt là Kim Tượng, là giải thưởng điện ảnh nổi tiếng nhất của điện ảnh Hồng Kông và là một trong những giải thưởng điện ảnh uy tín của điện ảnh Hoa ngữ và châu Á. Được lập ra vào năm 1982, giải thưởng được trao hàng năm vào tháng 4 để ghi nhận những đóng góp xuất sắc trên mọi lĩnh vực của ngành công nghiệp điện ảnh Hoa ngữ như đạo diễn, diễn xuất, kịch bản và quay phim.
Giải thưởng Điện ảnh Hồng Kông được quản lý bởi một ban giám đốc bao gồm các đại diện của mười ba hãng phim đóng trụ sở ở Hồng Kông. Việc bầu chọn cho giải thưởng được tiến hành từ tháng 1 đến tháng 3 hàng năm.
Bộ phim thành công nhất tại một lễ trao giải Kim Tượng là bộ phim Nhất đại tông sư của đạo diễn Vương Gia Vệ năm 2014 với 12 giải. Lương Triều Vỹ đang là nam diễn viên giữ kỉ lục về số lần giành giải Nam diễn viên chính xuất sắc nhất với 5 lần (các năm 1995, 1998, 2001, 2003 và 2005). Nữ diễn viên giữ kỉ lục về số lần chiến thắng hạng mục Nữ diễn viên chính xuất sắc nhất là Trương Mạn Ngọc với 5 lần (các năm 1990, 1993, 1997, 1998 và 2001). Đạo diễn chiến thắng ở hạng mục Đạo diễn xuất sắc nhất nhiều lần nhất là đạo diễn Hứa An Hoa.

## Hạng mục giải thưởng
Các hạng mục hiện nay của Giải thưởng Điện ảnh Hồng Kông là:
- Phim hay nhất
- Đạo diễn xuất sắc nhất
- Kịch bản hay nhất
- Vai nam chính xuất sắc nhất
- Vai nữ chính xuất sắc nhất
- Vai nam phụ xuất sắc nhất
- Vai nữ phụ xuất sắc nhất
- Diễn viên mới xuất sắc nhất
- Quay phim
- Biên tập phim
- Chỉ đạo nghệ thuật
- Phục trang
- Chỉ đạo võ thuật
- Âm nhạc cho phim
- Bài hát cho phim
- Kĩ thuật âm thanh
- Kĩ xảo
- Phim châu Á hay nhất
- Đạo diễn mới xuất sắc nhất

## Các giải quan trọng
Sau đây là danh sách những phim và người chiến thắng ở bảy hạng mục quan trọng nhất của Giải thưởng Điện ảnh Hồng Kông là giải Phim hay nhất, Đạo diễn xuất sắc nhất, Vai nam chính xuất sắc nhất, Vai nữ chính xuất sắc nhất, Vai nam phụ xuất sắc nhất, Vai nữ phụ xuất sắc nhất và Diễn viên mới xuất sắc nhất:
| Năm  | Phim hay nhất                          | Đạo diễn xuất sắc nhất                | Giải nam chính            | Giải nữ chính          | Giải nam phụ       | Giải nữ phụ         | Diễn viên mới       |
| ---- | -------------------------------------- | ------------------------------------- | ------------------------- | ---------------------- | ------------------ | ------------------- | ------------------- |
| 1982 | Phụ tử tình (父子情)                   | Phương Dục Bình (1)                   | Hứa Quan Văn              | Huệ Anh Hồng           | Không trao         | Không trao          | Không trao          |
| 1983 | Thuyền nhân (投奔怒海)                 | Hứa An Hoa (1)                        | Hồng Kim Bảo (1) Mạch Gia | Lâm Bích Kì            | Không trao         | Không trao          | Mã Tư Thần          |
| 1984 | Bán biên nhân (半邊人)                 | Phương Dục Bình (2)                   | Lương Gia Huy (1)         | Diệp Đồng (1)          | Không trao         | Không trao          | Trịnh Du Linh       |
| 1985 | Tự thủy lưu niên (似水流年)            | Nghiêm Hạo                            | Lý Tụ Hiền                | Tư Cầm Cao Oa (1)      | Trầm Uy            | Mai Diễm Phương (1) | Cố Mĩ Hoa           |
| 1986 | Câu chuyện cảnh sát (警察故事)         | Trương Uyển Đình                      | Trịnh Tắc Sĩ (1)          | Vương Tiểu Phượng      | Mạnh Hải           | Diệp Đức Nhàn (1)   | Trần Uyển Lệ        |
| 1987 | Anh hùng bản sắc (英雄本色)            | Phương Dục Bình (3)                   | Châu Nhuận Phát (1)       | Trương Ngải Gia (1)    | Tần Phái (1)       | Kim Yến Linh (1)    | Lợi Ngọc Quyên      |
| 1988 | Thu thiên đích đồng thoại (秋天的童話) | Lâm Lĩnh Đông                         | Châu Nhuận Phát (1)       | Tiêu Phương Phương (1) | Lương Triều Vỹ (1) | Kim Yến Linh (2)    | Lâm Quốc Bân        |
| 1989 | Yên chi khâu (胭脂扣)                  | Quan Cẩm Bằng                         | Hồng Kim Bảo (2)          | Mai Diễm Phương        | Trương Học Hữu     | Lý Lệ Nhi           | Ngô Đại Duy         |
| 1990 | Phi việt hoàng hôn (飛越黃昏)          | Ngô Vũ Sâm                            | Chu Nhuận Phát (3)        | Trương Mạn Ngọc (1)    | Lương Triều Vỹ (2) | Diệp Đồng           | Giang Hoa           |
| 1991 | A Phi chính truyện (阿飛正傳)          | Vương Gia Vệ (1)                      | Trương Quốc Vinh          | Trịnh Du Linh          | Ngô Mạnh Đạt       | Lưu Ngọc Thúy       | Lưu Ngọc Thúy       |
| 1992 | Bả hào (跛豪)                          | Từ Khắc                               | Tăng Chí Vĩ               | Diệp Đồng (2)          | Quan Hải Sơn       | Diệp Đức Nhàn (2)   | Lương Tranh         |
| 1993 | Lung dân (籠民)                        | Trương Chi Lượng                      | Lương Gia Huy (2)         | Trương Mạn Ngọc (2)    | Liệu Khải Trí (1)  | Phùng Bảo Bảo (1)   | Viên Vịnh Nghi      |
| 1994 | Tân bất liễu tình (新不了情)           | Nhĩ Đông Thăng (1)                    | Hoàng Thu Sinh (1)        | Viên Vịnh Nghi (1)     | Tần Phái (2)       | Phùng Bảo Bảo (2)   | Ngô Hưng Quốc       |
| 1995 | Trùng Khánh Sâm Lâm (重慶森林)         | Vương Gia Vệ (2)                      | Lương Triều Vỹ (1)        | Viên Vịnh Nghi (2)     | Trần Tiểu Xuân     | La Quan Lan         | Lưu Nhã Lệ          |
| 1996 | Nữ nhân tứ thập (女人四十)             | Hứa An Hoa (2)                        | Kiều Hoành                | Tiêu Phương Phương (2) | La Gia Anh         | Mạc Văn Úy          | Vu Khải Hiền        |
| 1997 | Điềm mật mật (甜蜜蜜)                  | Trần Khả Tân (1)                      | Trịnh Tắc Sĩ (2)          | Trương Mạn Ngọc (3)    | Tăng Chí Vĩ        | Thư Kì (1)          | Thư Kì              |
| 1998 | Hương Cảng chế tạo (香港製造)          | Trần Quả                              | Lương Triều Vỹ (2)        | Trương Mạn Ngọc (4)    | Khương Văn         | Mai Diễm Phương (2) | Lý Xán Sâm          |
| 1999 | Dã thú hình cảnh (野獸刑警)            | Trần Gia Thượng Lâm Siêu Hiền         | Hoàng Thu Sinh (2)        | Ngô Quân Như           | Đàm Diệu Văn       | Thư Kì (2)          | Tạ Đình Phong       |
| 2000 | Thiên ngôn vạn ngữ (千言萬語)          | Đỗ Kì Phong (1)                       | Lưu Đức Hoa (1)           | La Lan                 | Địch Long          | Ngô Gia Lệ          | Trương Bá Chi       |
| 2001 | Ngọa hổ tàng long (臥虎藏龍)           | Lý An                                 | Lương Triều Vỹ (3)        | Trương Mạn Ngọc (5)    | Ngô Chấn Vũ        | Trịnh Phối Phối     | Tần Hải Lộ          |
| 2002 | Đội bóng Thiếu Lâm (少林足球)          | Chu Tinh Trì                          | Chu Tinh Trì              | Trương Ngải Gia (2)    | Hoàng Nhất Phi     | Lâm Gia Hân         | Lâm Gia Hân         |
| 2003 | Vô gian đạo (無間道)                   | Lưu Vĩ Cường Mạch Triệu Huy           | Lương Triều Vỹ (4)        | Lý Tâm Khiết           | Hoàng Thu Sinh (1) | Lưu Nhược Anh       | Nguyên Lệ Kì        |
| 2004 | Đại hòa thượng (大只佬)                | Đỗ Kì Phong (2)                       | Lưu Đức Hoa (2)           | Trương Bá Chi          | Lương Gia Huy      | Hà Siêu Nghi        | An Chí Kiệt         |
| 2005 | Tuyệt đỉnh công phu (功夫)             | Nhĩ Đông Thăng (2)                    | Lương Triều Vỹ (5)        | Chương Tử Di           | Nguyên Hoa         | Bạch Linh           | Điền Nguyên         |
| 2006 | Hắc xã hội (黑社會)                    | Đỗ Kì Phong (3)                       | Lương Gia Huy (3)         | Châu Tấn               | Hoàng Thu Sinh (2) | Mao Thuần Quân      | Chu Kiệt Luân       |
| 2007 | Phụ tử (父子)                          | Đàm Diệu Minh                         | Lưu Thanh Vân             | Củng Lợi               | Gouw Ian Iskandar  | Châu Tấn            | Gouw Ian Iskandar   |
| 2008 | Đầu danh trạng (投名状)                | Trần Khả Tân (2)                      | Lý Liên Kiệt              | Tư Cầm Cao Oa (2)      | Lưu Đức Hoa        | Thiệu Âm Âm (1)     | Từ Tử San           |
| 2009 | Diệp Vấn (葉問)                        | Hứa An Hoa (3)                        | Trương Gia Huy            | Bào Khởi Tĩnh          | Liệu Khải Trí (2)  | Trần Lệ Vân         | Từ Kiều             |
| 2010 | Sát thủ và vệ sĩ (十月圍城)            | Trần Đức Sâm                          | Nhậm Đạt Hoa              | Huệ Anh Hồng (2)       | Tạ Đình Phong      | Diệp Tuyền          | Lý Trị Đình         |
| 2011 | Đả Lôi Đài (打擂台)                    | Từ Khắc (2)                           | Tạ Đình Phong             | Lưu Gia Linh           | Thái Địch La Tân   | Thiệu Âm Âm (2)     | Trần Hoán Nhân      |
| 2012 | Đào tỷ                                 | Hứa An Hoa (4)                        | Lưu Đức Hoa (3)           | Diệp Đức Nhàn          | Lư Hải Bằng        | Tô Hạnh Tuyền       | Tiêu Kính Đằng      |
| 2013 | Chiến tranh lạnh                       | Lương Lạc Dân Lục Kiếm Thanh          | Lương Gia Huy (4)         | Dương Thiên Hoa        | Trịnh Trung Cơ     | Trần Tĩnh           | Alex Tsui           |
| 2014 | Nhất đại tông sư                       | Vương Gia Vệ (3)                      | Trương Gia Huy (2)        | Chương Tử Di (2)       | Trương Tấn         | Huệ Anh Hồng        | Babyjohn Choi       |
| 2015 | Thời đại hoàng kim                     | Hứa An Hoa (5)                        | Lưu Thanh Vân (2)         | Triệu Vy               | Tăng Quốc Tường    | Vương Uyển Chi      | Vương Uyển Chi      |
| 2016 | 10 năm (十年)                          | Từ Khắc (3)                           | Quách Phú Thành           | Xuân Hạ                | Bạch Chỉ           | Kim Yến Linh (3)    | Bạch Chỉ            |
| 2017 | Tam đại tặc vương                      | Hứa Học Văn Âu Văn Kiệt Hoàng Vĩ Kiệt | Lâm Gia Đống              | Huệ Anh Hồng (3)       | Tăng Chí Vĩ (2)    | Kim Yến Linh (4)    | Hồ Tử Đồng          |
| 2018 | Bao giờ trăng sáng                     | Hứa An Hoa                            | Cổ Thiên Lạc              | Mao Thuấn Quân         | Khương Hạo Văn     | Diệp Đức Nhàn       | Lăng Văn Long       |
| 2019 | Phi vụ tiền giả                        | Trang Văn Cường                       | Huỳnh Thu Sinh            | Tằng Mỹ Huệ Tư         | Viên Quốc Hoa      | Huệ Anh Hồng        | Dịch Dương Thiên Tỉ |
| 2020 | Em của thời niên thiếu                 | Tăng Quốc Tường                       | Thái Bảo                  | Châu Đông Vũ           | Trương Đạt Minh    | Âu Gia Văn          | Dịch Dương Thiên Tỉ |
| 2022 | Nộ hỏa                                 | Trần Mộc Thắng                        | Tạ Hiền                   | Lưu Nhã Sắt            | Phùng Hạo Dương    | Liêu Tử Dư          | Vương Đan Ni        |
| 2023 | Tự truyện tuổi 19                      | Vi Gia Huy                            | Lưu Thanh Vân (3)         | Trịnh Tú Văn           | Hứa Quán Văn       | Vương Uyển Chi      | Sahal Zaman         |
| 2024 | A Guilty Conscience                    | Trịnh Bảo Thụy                        | Lương Triều Vỹ (6)        | Dư Hương Ngưng         | Khương Đại Vệ      | Lương Ung Đình      | Tạ Vịnh Hân         |
| 2025 | Cửu Long Thành Trại: Vây thành         | Trịnh Bảo Thụy (2)                    | Lưu Thanh Vân (4)         | Vệ Thi Nhã             | Chu Bách Khương    | Cốc Tổ Lâm          | Tô Văn Đào          |

## Kỉ lục
- Lương Triều Vỹ đang là nam diễn viên giữ kỉ lục về số lần giành giải Nam diễn viên chính xuất sắc nhất với 6 lần (các năm 1995, 1998, 2001, 2003, 2005 và 2024).
- Trương Mạn Ngọc là nữ diễn viên giữ kỉ lục về số lần chiến thắng hạng mục Nữ diễn viên chính xuất sắc nhất với 5 lần (các năm 1990, 1993, 1997, 1998 và 2001).
- Đạo diễn đang giữ kỉ lục về số lần chiến thắng ở hạng mục Đạo diễn xuất sắc nhất là đạo diễn Hứa An Hoa với 5 chiến thắng vào các năm 1983, 1996, 2009, 2012, 2015).
- Bộ phim thành công nhất trong lịch sử các lễ trao giải HKFA cho đến nay là Nhất đại tông sư (tiếng Anh: The Grandmaster) của đạo diễn Vương Gia Vệ với 12 chiến thắng tại lễ trao giải năm 2014. Xếp sau Nhất đại tông sư là bộ phim Điềm mật mật của đạo diễn Trần Khả Tân với 9 giải tại lễ trao giải năm 1997.
- Lương Triều Vỹ, Tần Phái, Hoàng Thu Sinh, Tăng Chí Vỹ là các nam diễn viên giữ kỷ lục về số lần đoạt giải Nam diễn viên phụ xuất sắc nhất đều với 2 chiến thắng.
- Kim Yến Linh là nữ diễn viên giữ kỷ lục về số lần đoạt giải Nữ diễn viên phụ xuất sắc nhất với 4 lần.
- Đạo diễn giữ kỉ lục về số lần đề cử hạng mục Đạo diễn xuất sắc nhất là Đỗ Kì Phong với 13 lần trong đó lần đầu là năm 1990 và lần gần đây nhất là 2007.
- Nam diễn viên giữ kỉ lục về số lần đề cử hạng mục Vai nam chính xuất sắc nhất là Châu Nhuận Phát với 13 lần từ lễ trao giải năm 1985 đến lễ trao giải năm 2007. Xếp thứ 2 là Lương Triều Vỹ với 11 lần đề cử từ lễ trao giải năm 1987 đến lễ trao giải năm 2014.
- Nữ diễn viên giữ kỉ lục về số lần đề cử hạng mục Vai nữ chính xuất sắc nhất là Trương Mạn Ngọc với 9 lần từ lễ trao giải năm 1989 đến lễ trao giải năm 2003.
- Người giữ kỉ lục về số lần đề cử mà chưa một lần giành giải là Thành Long với 10 lần kể từ năm 1985 đến nay.
- Tư Cầm Cao Oa là nữ diễn viên ngoài Hồng Kông đầu tiên giành được giải Vai nữ chính xuất sắc nhất với chiến thắng tại lễ trao giải năm 1985 với diễn xuất trong bộ phim Tự thủy lưu niên (tiếng Anh: Homecoming).
- Tự truyện tuổi 19 (tiếng Anh: To My Nineteen Year-Old Self) trở thành bộ phim tài liệu đầu tiên của Hồng Kông giành giải Phim hay nhất.

## 100 phim hay nhất của điện ảnh Hoa ngữ
Ngày 27 tháng 3 năm 2005, để kỷ niệm 100 năm ngày ra đời của điện ảnh Hoa ngữ, tại lễ trao giải lần thứ 24, HKFA đã công bố danh sách 103 phim tiếng Hoa được bình chọn là hay nhất trong vòng 100 năm qua. Danh sách này được lựa chọn bởi 101 nhà làm phim, nhà phê bình và các học giả, bao gồm 24 phim của Trung Hoa đại lục (trong đó có 11 phim trước năm 1949), 61 phim của Hồng Kông, 16 phim của Đài Loan, 1 là sản phẩm hợp tác của Hồng Kông và Đại lục, 1 là sản phẩm hợp tác của Hồng Kông và Đài Loan.
| Thứ tự | Tên phim                                                      | Năm  | Vùng                        | Đạo diễn                                   |
| ------ | ------------------------------------------------------------- | ---- | --------------------------- | ------------------------------------------ |
| 1      | Tiểu thành chi xuân (小城之春)                                | 1948 | Trung Hoa đại lục           | Phí Mục                                    |
| 2      | Anh hùng bản sắc (英雄本色)                                   | 1986 | Hồng Kông                   | Ngô Vũ Sâm                                 |
| 3      | A Phi chính truyện (阿飛正傳)                                 | 1990 | Hồng Kông                   | Vương Gia Vệ                               |
| 4      | Hoàng thổ địa (黄土地)                                        | 1984 | Trung Hoa đại lục           | Trần Khải Ca                               |
| 5      | Bi tình thành thị (悲情城市)                                  | 1989 | Đài Loan                    | Hầu Hiếu Hiền                              |
| 6      | Tỉnh cảnh kì binh (省港旗兵)                                  | 1984 | Hồng Kông                   | Mạch Đương Hùng                            |
| 7      | Long Môn khách sạn (龍門客棧)                                 | 1967 | Đài Loan                    | Hồ Kim Thuyên                              |
| 8      | Thuyền nhân (投奔怒海)                                        | 1982 | Hồng Kông                   | Hứa An Hoa                                 |
| 9      | Hiệp nữ (俠女)                                                | 1971 | Đài Loan                    | Hồ Kim Thuyên                              |
| 10     | Ngọa hổ tàng long (臥虎藏龍)                                  | 2000 | Đài Loan/Hồng Kông          | Lý An                                      |
| 11     | Mã lộ thiên sử (马路天使)                                     | 1937 | Trung Hoa đại lục           | Viên Mục Chi                               |
| 12     | Cổ lĩnh nhai thiếu niên sát nhân sự kiện (牯嶺街少年殺人事件) | 1991 | Đài Loan                    | Dương Đức Xương                            |
| 13     | Bán cân bát lưỡng (半斤八兩)                                  | 1976 | Hồng Kông                   | Hứa Quan Văn                               |
| 14     | Sinh hỏa (鎗火)                                               | 1999 | Hồng Kông                   | Đỗ Kì Phong                                |
| 15     | Độc thủ đại hiệp (獨臂刀)                                     | 1967 | Hồng Kông                   | Trương Triệt                               |
| 16     | Tinh võ môn (精武门)                                          | 1972 | Hồng Kông                   | La Duy                                     |
| 17     | Dương quang xán lạn đích nhật tử (阳光灿烂的日子)             | 1994 | Trung Hoa đại lục           | Khương Văn                                 |
| 18     | Nguy lâu xuân hiểu (危樓春曉)                                 | 1953 | Hồng Kông                   | Lý Thiết                                   |
| 19     | Đại thoại Tây du (大話西遊)                                   | 1995 | Hồng Kông                   | Lưu Trấn Vĩ                                |
| 20     | Đổng phu nhân (董夫人)                                        | 1970 | Hồng Kông                   | Đường Thư Tuyền                            |
| 21     | Yên chi khâu (胭脂扣)                                         | 1987 | Hồng Kông                   | Quan Cẩm Bằng                              |
| 22     | Trùng Khánh Sâm Lâm (重慶森林)                                | 1994 | Hồng Kông                   | Vương Gia Vệ                               |
| 23     | Tự thủy lưu niên (似水流年)                                   | 1984 | Hồng Kông                   | Nghiêm Hạo                                 |
| 24     | Đồng niên vãn sự (童年往事)                                   | 1985 | Đài Loan                    | Hầu Hiếu Hiền                              |
| 25     | Cao lương đỏ (红高粱)                                         | 1987 | Trung Hoa đại lục           | Trương Nghệ Mưu                            |
| 26     | Phụ tử tình (父子情)                                          | 1981 | Hồng Kông                   | Phương Dục Bình                            |
| 27     | Nhất giang xuân thủy hướng đông lưu (一江春水向東流)          | 1947 | Trung Hoa đại lục           | Thái Sở Sinh                               |
| 28     | Điềm mật mật (甜蜜蜜)                                         | 1996 | Hồng Kông                   | Trần Khả Tân                               |
| 29     | Thần nữ (神女)                                                | 1934 | Trung Hoa đại lục           | Ngô Vĩnh Cương                             |
| 30     | Đại lộ (大路)                                                 | 1934 | Trung Hoa đại lục           | Tôn Du                                     |
| 31     | Phong kiếp (瘋劫)                                             | 1979 | Hồng Kông                   | Hứa An Hoa                                 |
| 32     | Vô gian đạo (無間道)                                          | 2002 | Hồng Kông                   | Lưu Vĩ Cường Mạch Triệu Huy                |
| 33     | Túy quyền                                                     | 1978 | Hồng Kông                   | Viên Hòa Bình                              |
| 34     | Điệp biến (蝶變)                                              | 1979 | Hồng Kông                   | Từ Khắc                                    |
| 35     | Đông Tà Tây Độc (東邪西毒)                                    | 1994 | Hồng Kông                   | Vương Gia Vệ                               |
| 36     | Hương cảng chế tạo (香港製造)                                 | 1997 | Hồng Kông                   | Trần Quả                                   |
| 37     | Thanh cung bí sử (清宮秘史)                                   | 1948 | Trung Hoa đại lục           | Châu Thạch Lân                             |
| 38     | Lương Sơn Bá - Chúc Anh Đài (梁山伯與祝英台)                  | 1963 | Hồng Kông                   | Lý Hàn Tường                               |
| 39     | Anh hùng bản sắc (英雄本色)                                   | 1967 | Hồng Kông                   | Long Cương                                 |
| 40     | Tân Thục Sơn kiếm hiệp (新蜀山劍俠)                           | 1983 | Hồng Kông                   | Từ Khắc                                    |
| 41     | Phần tử khủng bố (恐怖份子)                                   | 1986 | Đài Loan                    | Dương Đức Xương                            |
| 42     | Điệp huyết song hùng (喋血雙雄)                               | 1989 | Hồng Kông                   | Ngô Vũ Sâm                                 |
| 43     | Hoàng Phi Hồng (黃飛鴻)                                       | 1991 | Hồng Kông                   | Từ Khắc                                    |
| 44     | Nguyễn Linh Ngọc (阮玲玉)                                     | 1992 | Hồng Kông                   | Quan Cẩm Bằng                              |
| 45     | Thu Cúc đi kiện (秋菊打官司)                                  | 1992 | Trung Hoa đại lục           | Trương Nghệ Mưu                            |
| 46     | Ngã giá nhất bối tử (我這一輩子)                              | 1950 | Trung Hoa đại lục           | Thạch Huy                                  |
| 47     | Giang sơn mĩ nhân (江山美人)                                  | 1959 | Hồng Kông                   | Lý Hàn Tường                               |
| 48     | Đông noãn (冬暖)                                              | 1969 | Đài Loan                    | Lý Hàn Tường                               |
| 49     | Thu thiên đích đồng thoại (秋天的童話)                        | 1987 | Hồng Kông                   | Trương Uyển Đình                           |
| 50     | Thiện nữ u hồn (倩女幽魂)                                     | 1987 | Hồng Kông                   | Trình Tiểu Đông                            |
| 51     | Tử Sai Ký (紫釵記)                                            | 1959 | Hồng Kông                   | Lý Thiết                                   |
| 52     | Nhân hải cô hồng (人海孤鴻)                                   | 1960 | Hồng Kông                   | Lý Thần Phong                              |
| 53     | Vũ đài tả muội (舞台姐妹)                                     | 1965 | Trung Hoa đại lục           | Tạ Tấn                                     |
| 54     | Hổ phong vân (龍虎風雲)                                       | 1987 | Hồng Kông                   | Lâm Linh Đồng                              |
| 55     | Bá Vương biệt cơ (霸王別姬)                                   | 1993 | Hồng Kông/Trung Hoa đại lục | Trần Khải Ca                               |
| 56     | Nhất Nhất (一一)                                              | 2000 | Đài Loan                    | Dương Đức Xương                            |
| 57     | Hàn dạ (寒夜)                                                 | 1955 | Hồng Kông                   | Lý Thần Phong                              |
| 58     | Phá hiểu thời phân (破曉時分)                                 | 1967 | Đài Loan                    | Tống Tồn Thọ                               |
| 59     | Không sơn linh vũ (空山灵雨)                                  | 1979 | Đài Loan                    | Hồ Kim Thuyên                              |
| 60     | Câu chuyện cảnh sát (警察故事)                                | 1985 | Hồng Kông                   | Thành Long                                 |
| 61     | Tân bất liễu tình (新不了情)                                  | 1993 | Hồng Kông                   | Nhĩ Đông Thăng                             |
| 62     | Hỉ yến (喜宴)                                                 | 1993 | Đài Loan                    | Lý An                                      |
| 63     | Trạm đài (站台)                                               | 2000 | Trung Hoa đại lục           | Cổ Chương Kha                              |
| 64     | Dã mân côi chi luyến (野玫瑰之戀)                             | 1960 | Hồng Kông                   | Vương Thiên Lâm                            |
| 65     | Khả liên thiên hạ phụ mẫu tâm (可憐天下父母心)                | 1960 | Hồng Kông                   | Sở Nguyên                                  |
| 66     | Nan huynh nan đệ (難兄難弟)                                   | 1960 | Hồng Kông                   | Tần Kiếm                                   |
| 67     | Đệ nhất loại hình nguy hiểm (第一類型危險)                    | 1980 | Hồng Kông                   | Từ Khắc                                    |
| 68     | Bán biên nhân (半邊人)                                        | 1983 | Hồng Kông                   | Phương Dục Bình                            |
| 69     | Phiêu phiêu (榴槤飄飄)                                        | 2000 | Hồng Kông                   | Trần Quả                                   |
| 70     | Tiểu ngoạn ý (小玩意)                                         | 1933 | Trung Hoa đại lục           | Tôn Du                                     |
| 71     | Ai nhạc trung niên (哀樂中年)                                 | 1949 | Trung Hoa đại lục           | Tang Cô                                    |
| 72     | Thất thập nhị gia phòng khách (七十二家房客)                  | 1973 | Hồng Kông                   | Sở Nguyên                                  |
| 73     | Liệt hỏa thanh xuân (烈火青春)                                | 1982 | Hồng Kông                   | Đàm Gia Minh                               |
| 74     | Luyến luyến phong trần (戀戀風塵)                             | 1986 | Đài Loan                    | Hầu Hiếu Hiền                              |
| 75     | Hắc mân côi đối hắc mân côi (黑玫瑰對黑玫瑰)                  | 1992 | Hồng Kông                   | Lưu Trấn Vĩ                                |
| 76     | Đội bóng Thiếu Lâm (少林足球)                                 | 2002 | Hồng Kông                   | Chu Tinh Trì                               |
| 77     | Dạ bán ca thanh (1937) (夜半歌声)                             | 1937 | Trung Hoa đại lục           | Mã Từ Duy Bang                             |
| 78     | Dạ bán ca thanh (1974) (夜半歌声)                             | 1974 | Hồng Kông                   | Đường Thư Tuyền                            |
| 79     | Tiểu tử đáo quỷ (小姐撞到鬼)                                  | 1980 | Hồng Kông                   | Hứa An Hoa                                 |
| 80     | Thanh mai trúc mã (青梅竹馬)                                  | 1985 | Đài Loan                    | Dương Đức Xương                            |
| 81     | Lam phong tranh (蓝风筝)                                      | 1993 | Trung Hoa đại lục           | Điền Tráng Tráng                           |
| 82     | Thái thái vạn tuế (太太萬歲)                                  | 1948 | Trung Hoa đại lục           | Tang Cô                                    |
| 83     | Mạn ba nữ lang (曼波女郎)                                     | 1957 | Hồng Kông                   | Dịch Văn                                   |
| 84     | Hào môn dạ yến (豪門夜宴)                                     | 1959 | Hồng Kông                   | Lý Thần Phong Lý Thiết Ngô Hồi La Chí Hùng |
| 85     | Thu quế (秋決)                                                | 1972 | Đài Loan                    | Lý Hành                                    |
| 86     | Thị trấn Phù Dung (芙蓉鎮)                                    | 1986 | Trung Hoa đại lục           | Tạ Tấn                                     |
| 87     | Thần bài (賭神)                                               | 1989 | Hồng Kông                   | Vương Tinh                                 |
| 88     | Vượng giác tạp môn (旺角卡門)                                 | 1988 | Hồng Kông                   | Vương Gia Vệ                               |
| 89     | Xuân quang xạ tiết (春光乍泄)                                 | 1997 | Hồng Kông                   | Vương Gia Vệ                               |
| 90     | Tâm trạng khi yêu (花樣年華)                                  | 2000 | Hồng Kông                   | Vương Gia Vệ                               |
| 91     | Vạn gia đăng hỏa (萬家燈火)                                   | 1948 | Trung Hoa đại lục           | Trầm Phục                                  |
| 92     | Trung thu nguyệt (中秋月)                                     | 1953 | Hồng Kông                   | Châu Thạch Lân                             |
| 93     | Phụ mẫu tâm (父母心)                                          | 1955 | Hồng Kông                   | Tần Kiếm                                   |
| 94     | Lâm Tắc Từ (林則徐)                                           | 1959 | Trung Hoa đại lục           | Trịnh Quân Lý                              |
| 95     | Hồng lâu mộng (紅樓夢)                                        | 1962 | Trung Hoa đại lục           | Sầm Phạm                                   |
| 96     | Đả lôi đài (打擂台)                                           | 1983 | Hồng Kông                   | Hoàng Chí Cường                            |
| 97     | Thượng Hải chi dạ (上海之夜)                                  | 1984 | Hồng Kông                   | Từ Khắc                                    |
| 98     | Ngũ lang bát quái côn (五郎八卦棍)                            | 1984 | Hồng Kông                   | Lưu Gia Lương                              |
| 99     | Hắc pháo sự kiện (黑炮事件)                                   | 1985 | Trung Hoa đại lục           | Hoàng Kiến Tân                             |
| 100    | Thanh thiếu niên bất sất (青少年哪叱)                         | 1992 | Đài Loan                    | Thái Minh Lượng                            |
| 101    | Hí mộng nhân sinh (戲夢人生)                                  | 1993 | Đài Loan                    | Hầu Hiếu Hiền                              |
| 102    | Nữ nhân tứ thập (1995) (女人四十)                             | 1995 | Hồng Kông                   | Hứa An Hoa                                 |
| 103    | Không thiếu một em (一个都不能少)                             | 1998 | Trung Hoa đại lục           | Trương Nghệ Mưu                            |